# Hertogdom Montferrat
Het Hertogdom Montferrat (Italiaans: Ducato  del Monferrato) was een historisch land in Italië in de huidige regio Piëmont. Na de dood van de laatste markgraaf uit de dynastie der Paleologen in 1533 werd het gebied door Spanje bezet. Het hertogdom werd nadien overgedragen aan het Huis Gonzaga van Mantua. In 1574 werd het markgraafschap Montferrat door keizer Maximiliaan II van het Heilige Roomse Rijk tot hertogdom verheven.
De streek Monferrato had toentertijd een oppervlakte van 2.750 km². Weliswaar werd het hertogdom door de begrenzing van de buurlanden, het hertogdom Savoye, het hertogdom Milaan en de republiek Genua als het ware in tweeën gedeeld. De belangrijkste stad van de streek was Casale Monferrato.
Na de Mantuaanse Successieoorlog (1628-1631) werd een deel van het hertogdom overgedragen aan Savoye en de rest volgde in 1708 toen keizer Leopold I de opvolging van het hertogdom Montua regelde, waarbij het huis Gonzaga het gebied kwijtraakte. Als compensatie verkreeg de opvolger het Hertogdom Teschen in Silezië.